# Moransengo
Moransengo là một đô thị ở tỉnh Asti vùng Piedmont thuộc Ý, nằm ở vị trí cách khoảng 25 km về phía đông của Torino và khoảng 25 km về phía tây bắc của Asti. Tại thời điểm ngày 31 tháng 12 năm 2004, đô thị này có dân số 227 người và diện tích là 5,4 km².
Moransengo giáp các đô thị: Brozolo, Brusasco, Cavagnolo, Cocconato và Tonengo.